# アナンデイル＝ハートフェル伯爵
アナンデイル＝ハートフェル伯爵（英: Earl of Annandale and Hartfell）はイギリスの伯爵、貴族、スコットランド貴族爵位。二度創設されており、（第1期）のマレー家は爵位が途絶えたが、（第2期）のジョンストン家は現在も存続する。ジョンストン家は1701年にアナンデイル侯爵にまで昇ったが、第3代アナンデイル侯爵ジョージ・ベンプドが没すると、19世紀に爵位をめぐって一族が争った。このときは認められなかったが、1985年に子孫の代にアナンデイル伯爵のみ再興を認められた。

## 歴史

### マレー家に対する叙爵
ジョン・マレー(?-1640)は、ジェームズ6世付寝室係やフォークランド宮殿管理官を務めた廷臣である。彼は1622年6月28日にスコットランド貴族としてアナンド子爵(Viscount of Annand)及びロッホメイヴンのマレー卿(Lord Murray of Lochmaben)を授けられた。さらに1624年頃にはアナンデイル伯爵(Earl of Annandale)に昇叙したほか、あわせてティニンガムのマレー卿(Lord Murray of Tynningham)に叙されている。
その子ジェームズ(?-1658)は父から爵位を継承したが、彼には子がなかったため上記4つの爵位はすべて廃絶した。ただし、彼が親族から継承したストーモント子爵のみは遠縁のデイヴィッド・マレーに相続されている。

### ジョンストン家への複雑な叙爵

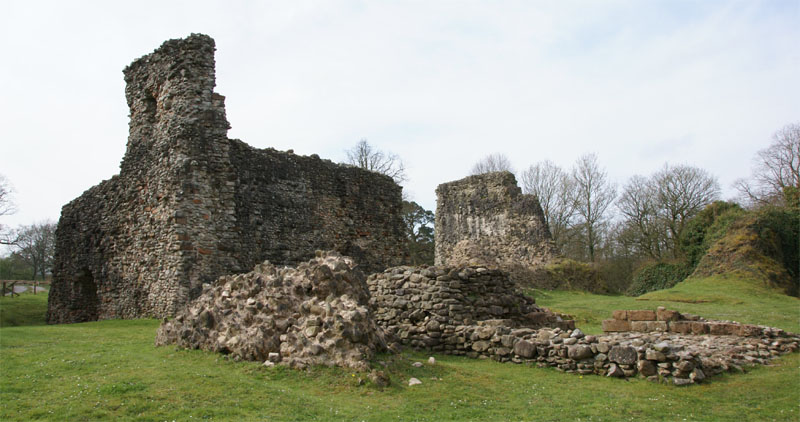
廃墟と化した居城ロッホメイヴン城

廷臣ジェームズ・ジョンストン(?-1653)はイングランド内戦期を騎士党派として過ごし、やがて三王国戦争下のフィリップホーの戦いで敗れた人物である。彼は1633年6月20日にロッホウッドのジョンストン卿(Lord Johnstone of Lochwood)を授けられたのち、1642/3年3月18日にはハートフェル伯爵(Earl of Hartfell)及びロッホウッド、モファットデイル、エヴァンデイルのジョンストン卿(Lord Johnstone of Lochwood, Moffatdale and Evandale)に叙された。彼ののちは同名の息子ジェームズが爵位を襲った。
2代伯ジェームズ(?-1672)は1660/1年2月13日にハートフェル伯爵以下を一度王冠に返還のうえ、「アナンデイル伯爵(Earl of Annandale)」及びロッホウッド、モファットデイル、エヴァンデイルのジョンストン卿(Lord Johnstone of Lochwood, Moffatdale and Evandale)として再叙爵を受けた。
ただし、勅許状には付帯条件があり、「①伯爵位を統合扱いして『アナンデイル=ハートフェル伯爵』と呼称すること、②先官の礼をもって1643年3月18日の創設とみなすこと、③継承条件は男系男子であること」が定められていた。
この2つの爵位の承継規定は1662年4月23日にさらに拡張されて、女系による継承もあわせて認めるものとなる。

#### 爵位をめぐって争う一族

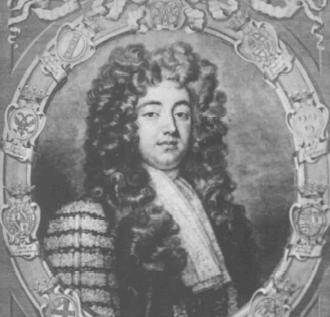
初代アナンデイル侯爵ウィリアム・ジョンストン

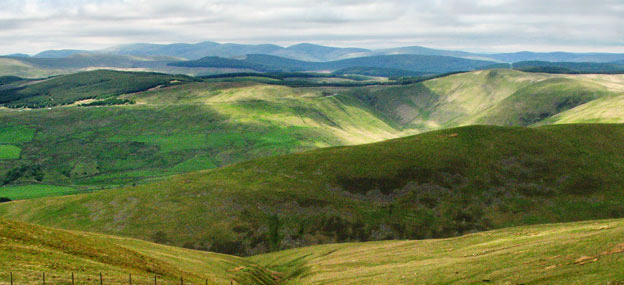
伯爵家の領地アナンデイル地方をハートフェルから眺める。

その息子であるウィリアム・ジョンストン(1664-1721)はスコットランド枢密院やスコットランド国務大臣を歴任した政治家である。彼は1701年にアナンデイル侯爵(Marquess of Annandale)に陛爵するとともに、ハートフェル伯爵(Earl of Hartfell)、アナンド子爵(Viscount of Annand)及びロッホウッド、ロッホメイヴン、モファットデイル及びエヴァンデイルのジョンストン卿(Lord Johnstone of Lochwood, Lochmaben, Moffatdale and Evandale)の爵位を授けられている。初代侯ののちはその子ジェームズが爵位を相続した。
2代侯ジェームズ(1687-1730)は1726年に継母の子供を財産継承から外すべく、すべての爵位を返還、再叙爵を受けている。彼が生涯未婚のままナポリで死去すると、爵位は異母弟ジョージに相続された。
しかし、3代侯ジョージ(1720-1792)も子のないまま死去したため、「1701年爵位群」はことごとく廃絶した一方、残る爵位はすべて休止した。
3代侯の死後、残された子孫たちが数度にわたりアナンデイル侯爵位の再興をかけて、爵位回復を貴族院に申請した。
まず1794年に、3代侯の又甥にあたる第3代ホープトン伯爵が爵位の回復を訴え、以降その子孫らが1825年まで請願をつづけた。
さらに親族の第7代準男爵サー・フレデリック・ジョンストンも1805年に同様の訴えを起こした。続いて、親族ジョン・グディンジ・ジョンストンが1830年と1839年の二度にわたり貴族院に訴え出た。しかし一連の請願は結局、1844年に貴族院によりことごとく退けられた。
1844年以降もジョンストン一族は懲りずに請願を続け、上記の三系統が1876年になって再び請願を申し出た。訴え出たのは、地主ジョン・ジェイムズ・ホープ=ジョンストン、政治家・馬主の第8代準男爵サー・フレデリック・ジョンストン、医師エドワード・ジョンストンの3人だったが、貴族院は1881年に「請願者の主張はいずれも決定的な証拠がない」として再び訴えを退けた。

#### ジョンストン家、伯爵位を回復する
第3代ホープトン伯爵の女系子孫にあたるパトリック・ホープ＝ジョンストン(1941-)は、休止状態にあった爵位回復の請願を行った。その結果、1985年に請願が認められて、翌年には「第11代アナンデイル＝ハートフェル伯爵」として貴族院より招集、193年ぶりに爵位の回復を果たした。
この際に、貴族特権委員会は1660年頃の勅許状による爵位継承を拒否して、1662年4月23日付与の女系相続を認める特別継承規定に基き、スコットランド貴族爵位「アナンデイル=ハートウェル伯爵」の名で回復を決定した。この委員会決定は、「1660年頃に創設された伯爵位とは別に、1662年の継承規定拡大に際して新たな伯爵位が新設されたこと。したがって第3代アナンデイル侯爵までの歴代当主は2種類の『アナンデイル＝ハートフェル伯爵』を保持していたこと」を意味しており、これに基づけば、前者は現在も休止状態にある。
彼が2020年現在も伯爵家現当主である。

## 現当主の保有爵位 / 地位
現当主である第11代アナンデール=ハートフェル伯爵パトリック・ホープ=ジョンストンは、以下の爵位を有する。
- 第11代アナンデイル=ハートフェル伯爵(11th Earl of Annandale and Hartfell)
(1662年4月23日の勅許状によって1643年3月18日創設とみなす先官礼遇を認めるスコットランド貴族爵位)
- 第11代ロッホウッド、モファットデイル及びエヴァンデイルのジョンストン卿(11th Lord Johnstone of Lochwood, Moffatdale and Evandale)
(1662年4月23日の勅許状によるスコットランド貴族爵位)

アナンデイル＝ハートフェル伯爵ホープ＝ジョンストン家は、以下の地位及び職責を世襲する。
- ジョンストン氏族長（英語版）(Chief of the Name and Arms of Johnstone)
- アナンデイル家令(Hereditary Steward of Annandale)
- ロックメイヴン城主(Hereditary Keeper of the Castle of Lochmaben)

## マレー家

### アナンデイル伯爵（1625年）
- 初代アナンデイル伯爵ジョン・マレー（英語版） (?-1640)
- 第2代アナンデイル伯爵ジェームズ・マレー (?-1658) (1658年にアナンデイル伯爵位廃絶)

## ジョンストン家

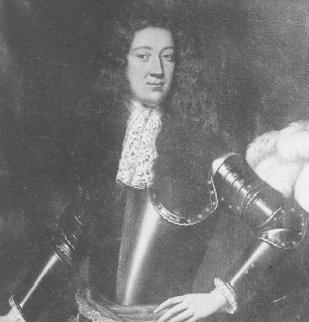
第2代アナンデイル侯爵 ジェームズ・ジョンストン

### ハートフェル伯爵（1643年）
- 初代ハートフェル伯爵ジェームズ・ジョンストン（英語版） (1602–1653)
- 第2代ハートフェル伯爵ジェームズ・ジョンストン (?-1672) (1672年に爵位の再叙爵あり)

### アナンデイル＝ハートフェル伯爵（1660年及び1662年）
- 初代アナンデイル＝ハートフェル伯爵ジェームズ・ジョンストン (?-1672)
- 第2代アナンデイル＝ハートフェル伯爵ウィリアム・ジョンストン (?-1721) (1701年アナンデイル侯爵叙爵)

### アナンデイル侯爵（1701年）
- 初代アナンデイル侯爵ウィリアム・ジョンストン (?-1721)
- 第2代アナンデイル侯爵ジェームズ・ジョンストン (c. 1687–1730)
- 第3代アナンデイル侯爵ジョージ・ヴァンデン＝ベンプド(1720–1792) (1792年アナンデイル侯爵廃絶)

### アナンデイル＝ハートフェル伯爵（1662年）
これ以降の歴代伯爵は11代伯に至るまではデ・ジュリとしての当主であるため、括弧書きとする。
- (第5代アナンデイル＝ハートフェル伯爵)・第3代ホープトン伯爵ジェームズ・ホープ＝ジョンストン（英語版） (1741–1816)
- (第6代アナンデイル＝ハートフェル女伯爵)アン・ホープ＝ジョンストン (1768–1818)
- (第7代アナンデイル＝ハートフェル伯爵)ジョン・ホープ＝ジョンストン（英語版） (1796–1876)
- (第8代アナンデイル＝ハートフェル伯爵)ジョン・ジェームズ・ホープ＝ジョンストン（英語版） (1842–1912)
- (第9代アナンデイル＝ハートフェル伯爵)イヴリン・ウェントワース・ホープ＝ジョンストン (1879–1964)
- (第10代アナンデイル＝ハートフェル伯爵)パーシ・ウェントワース・ホープ＝ジョンストン（英語版） (1909–1983)
- 第11代アナンデイル＝ハートフェル伯爵パトリック・アンドリュー・ウェントワース・ホープ＝ジョンストン (1941 - ) (1985年に伯爵位回復)

爵位の法定推定相続人は現当主の息子であるジョンストン卿(儀礼称号)デイヴィッド・パトリック・ウェントワース・ホープ＝ジョンストン。
法定推定相続人の法定推定相続人はその息子であるマスター・オブ・ジョンストン(儀礼称号)パーシー・ジョン・ウェントワース・ホープ＝ジョンストン(2002- )。

### 註釈
1. ↑  これら3つの爵位はすべてスコットランド貴族爵位であり、いずれも男子への継承を求めるもの。
2. ↑  与えられた爵位は「アナンデイル伯爵」だが、勅許状によってその呼称が永遠に「アナンデイル＝ハートフェル伯爵」とされるべきと定められているため、強調なしの表記とする。
3. ↑  女子による継承の場合は長女を優先するほか、最終的にはジョンストンの姓名と紋章を受け継ぐ譲受人にまで相続を認めるきわめて広範な特別規定である。
4. ↑  一連の爵位はすべてスコットランド貴族爵位であり、男子を相続人とするもの。以下、『1701年爵位群』と呼ぶ。